# Huanusco
Huanusco è una municipalità dello stato di Zacatecas, nel Messico centrale, il cui capoluogo è la località omonima.
Conta 4.306 abitanti (2010) e ha una estensione di 372,14 km².
Il nome della località in lingua nahuatl significa luogo con in cactus spinosi.